# Lush Life (bài hát của Zara Larsson)
"Lush Life" là một bài hát của nghệ sĩ thu âm người Thụy Điển Zara Larsson nằm trong album phòng thu thứ hai và đầu tiên trên thị trường quốc tế của cô, So Good (2017). Nó được phát hành vào ngày 5 tháng 6 năm 2015 như là đĩa đơn đầu tiên trích từ album bởi TEN Music Group, Epic Records và Sony Music. Bài hát được đồng viết lời bởi Emanuel Abrahamsson, Marcus Sepehrmanesh, Linnea Södahl, Iman Conta Hultén với những nhà sản xuất nó Fridolin Walcher và Christoph Bauss. "Lush Life" là một bản electropop mang nội dung đề cập đến việc một cô gái quyết định chia tay với người bạn trai cũ để tận hưởng cuộc sống độc thân vui vẻ, và điều đó khiến cô cảm thấy tốt hơn nhiều khi không phải lệ thuộc vào một mối quan hệ nào đó. Một phiên bản phối lại chính thức của nó với sự tham gia góp giọng từ Tinie Tempah, đã được phát hành vào ngày 26 tháng 2 năm 2016.
Sau khi phát hành, "Lush Life" nhận được những phản ứng tích cực từ các nhà phê bình âm nhạc, trong đó họ đánh giá cao giai điệu bắt tai cũng như quá trình sản xuất nó. Ngoài ra, bài hát còn gặt hái nhiều giải thưởng và đề cử tại những lễ trao giải lớn, bao gồm đề cử tại giải Grammis năm 2016 cho Bài hát của năm. "Lush Life" cũng tiếp nhận những thành công vượt trội về mặt thương mại, đứng đầu bảng xếp hạng ở Thụy Điển và lọt vào top 10 ở nhiều quốc gia bài hát xuất hiện, bao gồm vươn đến top 5 ở những thị trường lớn như Úc, Áo, Đan Mạch, Đức, Ireland, Hà Lan, Na Uy, Ba Lan, Thụy Sĩ và Vương quốc Anh. Tại Hoa Kỳ, nó đạt vị trí thứ 75 trên bảng xếp hạng Billboard Hot 100, trở thành đĩa đơn thứ hai trong sự nghiệp của Larsson xuất hiện tại đây. Tính đến nay, "Lush Life" đã bán được hơn 6 triệu bản trên toàn cầu, trở thành một trong những đĩa đơn bán chạy nhất mọi thời đại.
Ba video ca nhạc khác nhau đã được thực hiện cho "Lush Life", với phiên bản đầu tiên được đạo diễn bởi Måns Nyman và bao gồm những cảnh Larsson nhảy múa trước một phông nền trắng. Phiên bản thứ hai được biên tập lại dựa trên video đầu tiên với một số hiệu ứng màu sắc và hình ảnh, bên cạnh video thứ ba được thực hiện bởi Mary Clerté, trong đó nữ ca sĩ nhảy múa trong những bộ trang phục mang họa tiết pastel. Để quảng bá bài hát, Larsson đã trình diễn nó trên nhiều chương trình truyền hình và lễ trao giải lớn, bao gồm Today, The Tonight Show Starring Jimmy Fallon, The Voice UK, giải thưởng Âm nhạc BBC năm 2016 và giải Bambi năm 2016, cũng như trong nhiều chuyến lưu diễn của cô. Kể từ khi phát hành, "Lush Life" đã xuất hiện trong nhiều tác phẩm điện ảnh và truyền hình, như The Bold Type, El camionero, Preciosas và Super Shore.

## Danh sách bài hát
| Tải kĩ thuật số | Tải kĩ thuật số | Tải kĩ thuật số |
| STT             | Nhan đề         | Thời lượng      |
| --------------- | --------------- | --------------- |
| 1.              | "Lush Life"     | 3:21            |

| Đĩa CD | Đĩa CD                            | Đĩa CD     |
| STT    | Nhan đề                           | Thời lượng |
| ------ | --------------------------------- | ---------- |
| 1.     | "Lush Life"                       | 3:22       |
| 2.     | "Lush Life" (Alex Adair phối lại) | 3:34       |

| Tải kĩ thuật số – EP phối lại | Tải kĩ thuật số – EP phối lại                   | Tải kĩ thuật số – EP phối lại |
| STT                           | Nhan đề                                         | Thời lượng                    |
| ----------------------------- | ----------------------------------------------- | ----------------------------- |
| 1.                            | "Lush Life" (Alex Adair phối lại)               | 3:34                          |
| 2.                            | "Lush Life" (Zac Samuel phối lại) (bản mở rộng) | 5:17                          |

| Tải kĩ thuật số – Zac Samuel phối lại | Tải kĩ thuật số – Zac Samuel phối lại           | Tải kĩ thuật số – Zac Samuel phối lại |
| STT                                   | Nhan đề                                         | Thời lượng                            |
| ------------------------------------- | ----------------------------------------------- | ------------------------------------- |
| 1.                                    | "Lush Life" (Zac Samuel phối lại) (bản mở rộng) | 5:17                                  |

| Tải kĩ thuật số – Tinie Tempah phối lại | Tải kĩ thuật số – Tinie Tempah phối lại                     | Tải kĩ thuật số – Tinie Tempah phối lại |
| STT                                     | Nhan đề                                                     | Thời lượng                              |
| --------------------------------------- | ----------------------------------------------------------- | --------------------------------------- |
| 1.                                      | "Lush Life" (hợp tác với Tinie Tempah)                      | 3:20                                    |
| 2.                                      | "Lush Life" (hợp tác với Tinie Tempah) (Dancehall phối lại) | 3:23                                    |

| Tải kĩ thuật số – bản acoustic | Tải kĩ thuật số – bản acoustic | Tải kĩ thuật số – bản acoustic |
| STT                            | Nhan đề                        | Thời lượng                     |
| ------------------------------ | ------------------------------ | ------------------------------ |
| 1.                             | "Lush Life" (bản acoustic)     | 3:22                           |

## Xếp hạng
| Bảng xếp hạng (2015-16)                   | Vị trí cao nhất |
| ----------------------------------------- | --------------- |
| Úc (ARIA)                                 | 4               |
| Áo (Ö3 Austria Top 40)                    | 4               |
| Bỉ (Ultratop 50 Flanders)                 | 2               |
| Bỉ (Ultratop 50 Wallonia)                 | 11              |
| Canada (Canadian Hot 100)                 | 53              |
| CIS (Tophit)                              | 8               |
| Cộng hòa Séc (Rádio Top 100)              | 14              |
| Cộng hòa Séc (Singles Digitál Top 100)    | 6               |
| Đan Mạch (Tracklisten)                    | 2               |
| Châu Âu Digital Song Sales (Billboard)    | 7               |
| Phần Lan (Suomen virallinen lista)        | 6               |
| Pháp (SNEP)                               | 16              |
| Đức (Official German Charts)              | 4               |
| Hungary (Rádiós Top 40)                   | 6               |
| Hungary (Single Top 40)                   | 5               |
| Hungary (Dance Top 40)                    | 34              |
| Ireland (IRMA)                            | 2               |
| Israel (Media Forest)                     | 2               |
| Ý (FIMI)                                  | 20              |
| Luxembourg Digital Song Sales (Billboard) | 4               |
| Mexico Ingles Phát thanh (Billboard)      | 1               |
| Hà Lan (Dutch Top 40)                     | 3               |
| Hà Lan (Single Top 100)                   | 3               |
| New Zealand (Recorded Music NZ)           | 8               |
| Na Uy (VG-lista)                          | 2               |
| Ba Lan (Polish Airplay Top 100)           | 3               |
| Bồ Đào Nha (AFP)                          | 15              |
| Scotland (OCC)                            | 3               |
| Slovakia (Rádio Top 100)                  | 14              |
| Slovakia (Singles Digitál Top 100)        | 2               |
| Slovenia (SloTop50)                       | 12              |
| Tây Ban Nha (PROMUSICAE)                  | 7               |
| Thụy Điển (Sverigetopplistan)             | 1               |
| Thụy Sĩ (Schweizer Hitparade)             | 3               |
| Anh Quốc (OCC)                            | 3               |
| Hoa Kỳ Billboard Hot 100                  | 75              |
| Hoa Kỳ Pop Airplay (Billboard)            | 39              |

| Bảng xếp hạng (2015)                 | Vị trí |
| ------------------------------------ | ------ |
| Belgium (Ultratop 50 Flanders)       | 67     |
| Denmark (Tracklisten)                | 19     |
| Germany (Official German Charts)     | 56     |
| Netherlands (Dutch Top 40)           | 27     |
| Netherlands (Single Top 100)         | 36     |
| Poland (ZPAV)                        | 42     |
| Sweden (Sverigetopplistan)           | 11     |
| Bảng xếp hạng (2016)                 | Vị trí |
| Australia (ARIA)                     | 30     |
| Austria (Ö3 Austria Top 40)          | 57     |
| Belgium (Ultratop 50 Flanders)       | 88     |
| Belgium (Ultratop 50 Wallonia)       | 52     |
| CIS (Tophit)                         | 27     |
| Denmark (Tracklisten)                | 75     |
| France (SNEP)                        | 30     |
| Germany (Official German Charts)     | 54     |
| Hungary (Rádiós Top 40)              | 5      |
| Hungary (Single Top 10)              | 32     |
| Israel (Media Forest)                | 23     |
| Italy (FIMI)                         | 35     |
| Netherlands (Dutch Top 40)           | 85     |
| Netherlands (Single Top 100)         | 47     |
| New Zealand (Recorded Music NZ)      | 20     |
| Russia Airplay (Tophit)              | 21     |
| Spain (PROMUSICAE)                   | 19     |
| Slovenia (SloTop50)                  | 45     |
| Sweden (Sverigetopplistan)           | 42     |
| Switzerland (Schweizer Hitparade)    | 22     |
| Ukraine Airplay (Tophit)             | 91     |
| UK Singles (Official Charts Company) | 6      |

| Bảng xếp hạng (2010-2019)            | Vị trí |
| ------------------------------------ | ------ |
| UK Singles (Official Charts Company) | 63     |

## Chứng nhận
| Quốc gia | Chứng nhận  | Số đơn vị/doanh số chứng nhận |
| --- | ----------- | ----------------------------- |
| Argentina (CAPIF) | Vàng        | 10,000‡                       |
| Úc (ARIA) | 5× Bạch kim | 350.000‡                      |
| Áo (IFPI Áo) | Bạch kim    | 30.000‡                       |
| Bỉ (BEA) | Bạch kim    | 20.000‡                       |
| Canada (Music Canada) | 3× Bạch kim | 240.000‡                      |
| Đan Mạch (IFPI Đan Mạch) | 3× Bạch kim | 270.000‡                      |
| Pháp (SNEP) | Kim cương   | 250,000‡                      |
| Đức (BVMI) | 3× Vàng     | 450.000‡                      |
| Ý (FIMI) | 3× Bạch kim | 150.000‡                      |
| México (AMPROFON) | 2× Bạch kim | 120.000‡                      |
| Hà Lan (NVPI) | 5× Bạch kim | 100.000‡                      |
| New Zealand (RMNZ) | 2× Bạch kim | 30.000*                       |
| Na Uy (IFPI) | 3× Bạch kim | 120.000‡                      |
| Ba Lan (ZPAV) | Kim cương   | 100.000‡                      |
| Tây Ban Nha (PROMUSICAE) | 2× Bạch kim | 80.000‡                       |
| Thụy Điển (GLF) | Kim cương   | 400.000‡                      |
| Thụy Sĩ (IFPI) | 2× Bạch kim | 60.000‡                       |
| Anh Quốc (BPI) | 3× Bạch kim | 1.800.000‡                    |
| Hoa Kỳ (RIAA) | Bạch kim    | 1.000.000‡                    |
| * Chứng nhận dựa theo doanh số tiêu thụ. ^ Chứng nhận dựa theo doanh số nhập hàng. ‡ Chứng nhận dựa theo doanh số tiêu thụ và phát trực tuyến. |             |                               |